# Håkan Södergren
Karl Håkan Södergren (* 14. června 1959 Rosersberg, Švédsko) je bývalý švédský hokejista, mistr světa v roce 1987.
V reprezentaci nastoupil ke 162 utkáním, získal zlatou medaili na mistrovství světa ve Vídni v roce 1987, stříbro na Mistrovství světa v roce 1986 a dvakrat bronz na olympijských hrách v roce 1984 v Sarajevu a 1988 v Calgary. Representoval i na Mistrovství světa v letech 1985 a 1989 a Kanadském poháru v roce 1987.
V juniorských representacích zvítězil na Mistrovství Evropy do 18 let v roce 1977 a získal bronz na Mistrovství světa do 20 let v roce 1979.
Ve švédské nejvyšší soutěži Elitserien hrál za klub Djurgårdens IF a v letech 1983, 1989, 1990 a 1991 se stal mistrem švédské ligy. V klubu mu náležel dres číslo 22. V posledním roce aktivní kariéry 1991/92 nastupoval za Huddinge IK v druhé nejvyšší lize. V roce 1987 vyhrál anketu Zlatý puk (Goldenpuck) o nejlepšího hokejistu roku ve švédské lize.
Po konci aktivní sportovní kariéry se často objevuje jako odborný komentátor hokejových přenosů na televizních kanálech Viasat (TV6 a Viasat Sport). Håkan Södergren má dva syny a v současné době žije v norském Oslu